# Megalomyrmex
Megalomyrmex là một chi kiến trong phân họ Myrmicinae.

## Loài
| - Megalomyrmex acauna Brandao, 1990 - Megalomyrmex ayri Brandao, 1990 - Megalomyrmex balzani Emery, 1894 - Megalomyrmex bituberculatus (Fabricius, 1798) - Megalomyrmex caete Brandao, 1990 - Megalomyrmex cuatiara Brandao, 1990 - Megalomyrmex cupecuara Brandao, 1990 - Megalomyrmex cyendyra Brandao, 1990 - Megalomyrmex drifti Kempf, 1961 - Megalomyrmex emeryi Forel, 1904 - Megalomyrmex foreli Emery, 1890 - Megalomyrmex glaesarius Kempf, 1970 - Megalomyrmex gnomus Kempf, 1970 - Megalomyrmex goeldii Forel, 1912 - Megalomyrmex iheringi Forel, 1911 - Megalomyrmex incisus Smith, 1947 - Megalomyrmex latreillei Emery, 1890 | - Megalomyrmex leoninus Forel, 1885 - Megalomyrmex miri Brandao, 1990 - Megalomyrmex modestus Emery, 1896 - Megalomyrmex mondabora Brandao, 1990 - Megalomyrmex myops Santschi, 1925 - Megalomyrmex pacova Brandao, 1990 - Megalomyrmex piriana Brandao, 1990 - Megalomyrmex poatan Brandao, 1990 - Megalomyrmex pusillus Forel, 1912 - Megalomyrmex silvestrii Wheeler, 1909 - Megalomyrmex staudingeri Emery, 1890 - Megalomyrmex symmetochus Wheeler, 1925 - Megalomyrmex tasyba Brandao, 1990 - Megalomyrmex timbira Brandao, 1990 - Megalomyrmex wallacei Mann, 1916 - Megalomyrmex weyrauchi Kempf, 1970 |